# Saprosma inaequilongum
Saprosma inaequilongum är en måreväxtart som beskrevs av Jean Baptiste Louis Pierre och Charles-Joseph Marie Pitard. Saprosma inaequilongum ingår i släktet Saprosma och familjen måreväxter.
Artens utbredningsområde är Vietnam. Inga underarter finns listade i Catalogue of Life.